# Muzeum Ziemi Lubuskiej w Zielonej Górze
Muzeum Ziemi Lubuskiej w Zielonej Górze – gromadzi i chroni materialne i duchowe dziedzictwo kulturowe ziem położonych nad środkową Odrą, którym po II wojnie światowej nadano nazwę „Ziemia Lubuska”. Ważnym zadaniem muzeum jest także upowszechnianie wiedzy o historii, kulturze, tradycjach i zabytkach regionu.

## Historia
Początki zbiorów Muzeum Ziemi Lubuskiej w Zielonej Górze sięgają roku 1908, w którym mieszkaniec miasta Albert Severin przekazał swoją kolekcję, na którą składały się głównie obiekty związane z rzemiosłem i tradycjami mieszczańskimi Zielonej Góry. Muzeum w Zielonej Górze powstało w 1922 roku dzięki inicjatywie Towarzystwa Pielęgnacji Tradycji Regionalnej Miasta Zielona Góra (Vereinigung für Heimatschutz und Heimatpflege in Stadt und Kreis Grünberg). Od momentu otwarcia muzeum regionalnego (Heimatmuseum) w Zielonej Górze do 1945 r. stanowisko jego kierownika pełnił dr Martin Klose.
Celem placówek typu Heimatmuseum było ukazanie przeszłość i specyfiki małej ojczyzny (Heimatu). Początkowo siedzibą zielonogórskiego Heimatmuseum była poluterańska kaplica przy dzisiejszej ul. dra Pieniężnego. W latach 1936–1940 ekspozycje zostały przeniesione do budynku po szkole fryderycjańskiej przy ul. Szkolnej (obecnie ul. Lisowskiego). Zwiedzający mogli zobaczyć zabytki ilustrujące dzieje miasta i regionu od paleolitu po współczesność.
Po II wojnie światowej na bazie niemieckiego Heimatmuseum utworzone zostało Muzeum Miejskie w Zielonej Górze. Wystawy w budynku muzeum przy ul. Lisowskiego pozostały jedynie nieznacznie zmienione w stosunku do okresu przedwojennego, co było mocno krytykowane przez lokalną prasę. Zbiory muzealne ponownie udostępniono publiczności w czerwcu 1946 roku. W 1950 roku muzeum w Zielonej Górze upaństwowiono, włączając je jako Muzeum Regionalne do poznańskiego okręgu muzealnego. W 1957 roku placówka stała się Muzeum Okręgowym, a więc jednostką nadrzędną dla pozostałych muzeów zlokalizowanych w utworzonym w 1950 roku województwie zielonogórskim. W 1959 Muzeum Okręgowe w Zielonej Górze uzyskało dla swoich potrzeb gmach po Starostwie Powiatowym, który użytkuje do chwili obecnej.
W latach sześćdziesiątych w zielonogórskim muzeum był realizowany program merytoryczny stworzony przez Michała Kubaszewskiego. Zostały powołane następujące działy: etnograficzny, archeologiczny, historyczny, sztuki, winiarski, oświatowy oraz pracownia konserwatorska. W wyniku prowadzenia na terenie województwa intensywnych badań archeologicznych i etnograficznych znacznie powiększyły się zbiory muzealne. W drugiej połowie lat sześćdziesiątych dominującą rolę pełniła ekspozycja winiarska. W 1967 r. placówka otrzymała nazwę „Muzeum Ziemi Lubuskiej”.
W latach 1978–1985 nastąpiły istotne zmiany struktury organizacyjnej. W oparciu o zbiory działów etnograficznego, archeologicznego i historycznego powstały samodzielne muzea w Ochli, Świdnicy i Drzonowie. Największą część ciągu ekspozycyjnego zarezerwowano na potrzeby Galerii Autorskich, które były indywidualnymi prezentacjami współczesnych artystów plastyków. Galerie Autorskie takich twórców jak: Marian Kruczek, Jan Berdyszak i Lucyna Krakowska stanowiły w tym okresie wizytówkę naszego muzeum.
Program ekspozycyjny Muzeum Ziemi Lubuskiej został istotnie zmieniony w 1998 r., kiedy to Muzeum Ziemi Lubuskiej przeszło pod nadzór Zarządu Województwa Lubuskiego. Zlikwidowana została większość galerii autorskich. W większym stopniu zaczęto prezentować lokalne dziedzictwo kulturowe. Powstały nowe stałe galerie poświęcone m.in.: malarstwu Tadeusza Kuntzego, historii Zielonej Góry. Najnowsze trendy w sztuce współczesnej ukazuje powstała w 2001 roku Galeria „Nowy Wiek”. Działania Muzeum Ziemi Lubuskiej w zakresie ochrony i popularyzacji regionu wpisują się w koncepcję „muzeum tożsamości” opracowaną przez Andrzeja Toczewskiego, długoletniego dyrektora Muzeum w latach 1998–2015.
W latach 2019–2020 nastąpiła rozbudowa instytucji. Do istniejącego gmachu Muzeum dobudowany został nowy gmach, pozwalający na poszerzenie powierzchni ekspozycyjnej o ponad 800 m². Dzięki temu powstały nowe wystawy czasowe poświęcone historii Zielonej Góry oraz regionu lubuskiego, a także ogromna prezentacja sztuki współczesnej.
Od roku 2015 funkcję dyrektora Muzeum Ziemi Lubuskiej pełni Leszek Kania.

## Zbiory
W zbiorach Muzeum Ziemi Lubuskiej znajduje się obecnie ponad 17 tysięcy obiektów. Najliczniejszą kolekcję tworzą dzieła sztuki współczesnej (ponad 6 tysięcy obiektów). Zbiory Działu Sztuki Współczesnej reprezentują wszystkie klasyczne dyscypliny plastyki. Zespół obejmuje prace z zakresu malarstwa, grafiki, rysunku, rzeźby, plakatu, tkaniny, ceramiki, fotografii. Uwzględnia również nowe sposoby ekspresji – instalacje, dokumentacje akcji artystycznych. O ich jakościowej wartości decyduje przede wszystkim malarstwo polskie, poza nielicznymi wyjątkami powstałe po 1945 roku, aż po czasy najnowsze w tym prace z kolekcji Złotego Grona.
Zbiory Działu Sztuki Dawnej to ponad 2200 muzealiów z zakresu rzeźby, malarstwa, grafiki oraz rzemiosła. Do grupy szczególnie cennych obiektów należy rzeźba sakralna od XIV do początku XX wieku, związana z terenem Dolnego Śląska. Zespół pochodzi z dawnego Heimatmuseum oraz przekazów powojennych. Zbiór malarstwa obejmuje prace powstałe od XVI do początku XX stulecia. Jest wśród nich popularne na Śląsku malarstwo religijne i pejzażowe. Do najważniejszych kolekcji sztuki dawnej należą: portrety mieszczan z XIX i XX wieku oraz sztychy dotyczące ikonografii miast, ceramika, zegary, wyroby złotnicze, konwisarskie. wyroby kowalstwa, zabytki techniki, narzędzia rzemieślnicze, przedmioty pomiarowe, przedmiotów użytkowe, sprzęt grający, sprzęt fotograficzny.
Na liczący ponad siedem tysięcy obiektów zbiór Działu Historycznego składają się takie grupy muzealiów jak: pocztówki, pieczęcie, afisze wyborcze, sztandary, mapy i plany. W ramach Działu Historycznego działa Gabinet Numizmatyczny. W swych zbiorach zgromadził ponad 4900 obiektów, na które składają się: monety, banknoty polskie i zagraniczne, medale, medaliony i plakiety. Muzeum posiada niemal kompletną kolekcję zielonogórskich papierowych pieniędzy zastępczych.
Kolekcja Działu Winiarskiego liczy ponad 1500 eksponatów. Do najważniejszych zbiorów należą narzędzia i naczynia związane z produkcją wina, naczynia kamionkowe, naczynia cynowe, szkło artystyczne i użytkowe, ekslibrisy o tematyce winiarskiej oraz dzieła sztuki związane z produkcją i kulturą picia wina.

## Najcenniejsze eksponaty

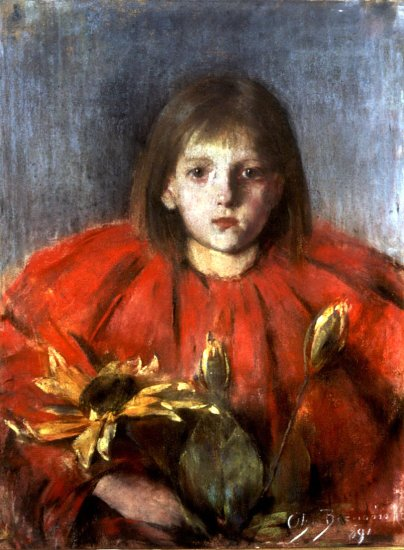
Olga Boznańska, Dziewczynka ze słonecznikami, 1891
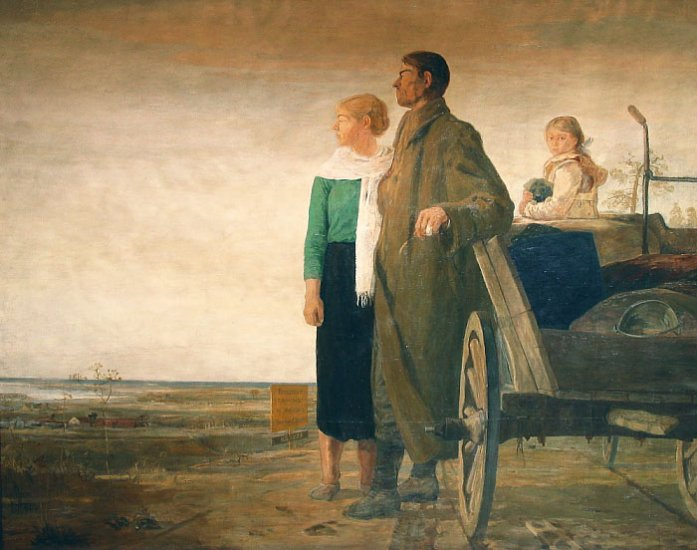
Andrzej Strumiłło, Nasza Ziemia, 1953–1954
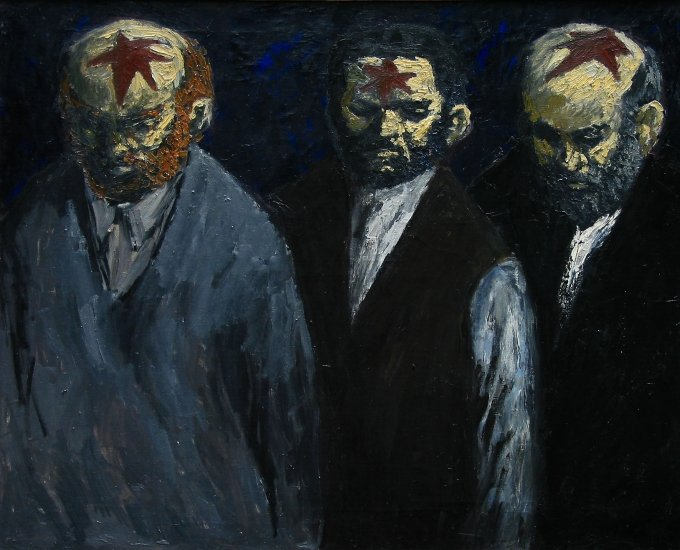
Marek Oberländer, Napiętnowani,1955
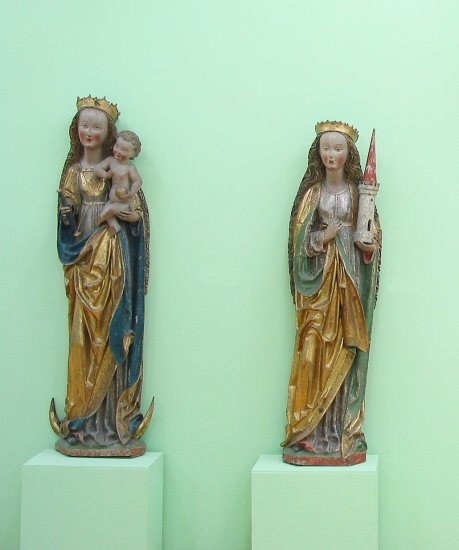
Maria z Dzieciątkiem i Św. Barbara, pocz. XVI w.
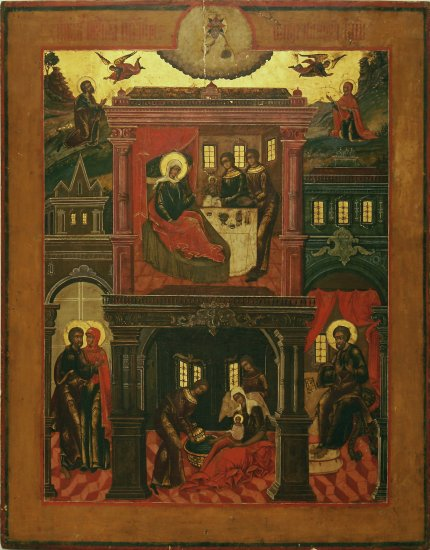
Ikona. Narodziny Matki Boskiej, pocz. XIX w.
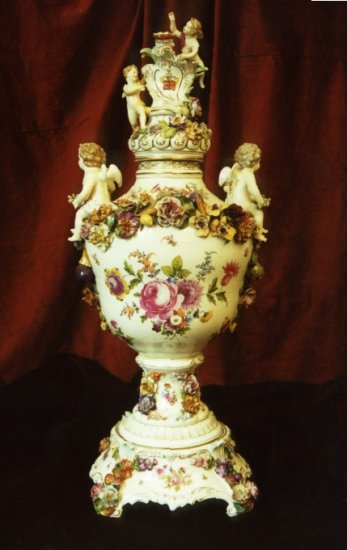
Waza dekoracyjna, porcelana figuralna, farby naszkliwne, złocenia, Potschappel, około 1900 r.
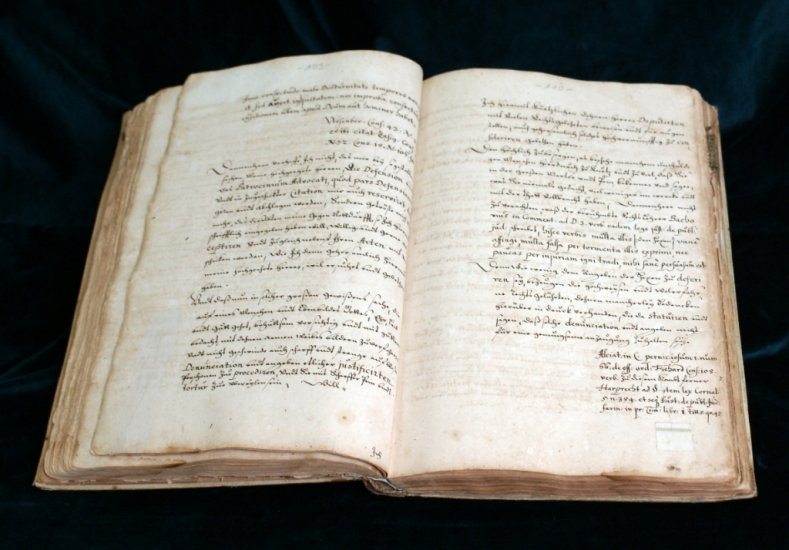
Rękopis „Extract protocolli Judycij Grunbergensis ex actis Inquisitionalibus et Procesu criminali contra Malefacias de Annis 1663, 1664, 1665
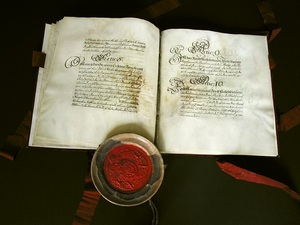
Dokument cesarza Leopolda I dla cechu rzeźników Zielonej Góry, 1690 r.
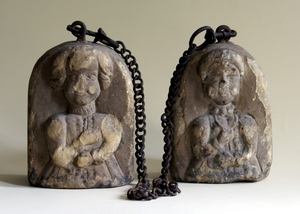
Kamienie hańbiące, XVI w.
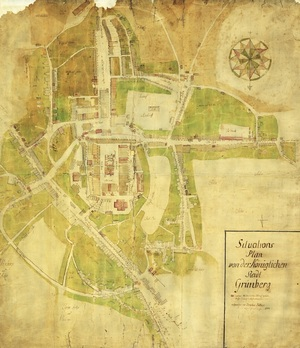
Plan Zielonej Góry Donatusa Büttnera, 1784 r.
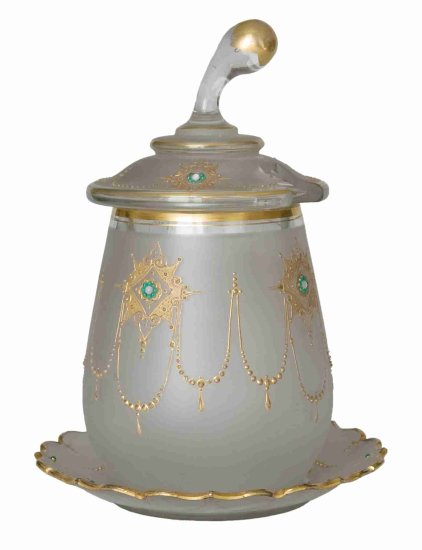
Bowla z tacą, XVIII w.
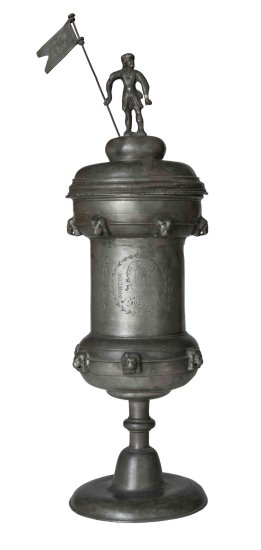
Wilkom cynowy, XVII w.

## Ekspozycje stałe
Od roku 2020 Muzeum Ziemi Lubuskiej udostępnia następujące ekspozycje stałe:
- Dziedzictwo i współczesność. Zielona Góra – region lubuski
- Galeria Złotego Grona. Kolekcja sztuki polskiej XX wieku
- Galeria Śląskiej Sztuki Sakralnej
- Galeria Mariana Kruczka
- Galeria piastowskich książąt Śląska Lubuskiego
- Galeria Tadeusza Kuntzego
- Galeria witraży Marii Powalisz-Bardońskiej
- Kajetan Sosnowski – Wieża asymetryczna
- Muzeum Dawnych Tortur
- Muzeum Wina
- Sala Zegarowa

## Wyróżnienia
- 2007: Odznaka Honorowa „Za zasługi dla województwa lubuskiego”[12]